# 穆罕默德-阿里·納傑菲
穆罕默德-阿里·納傑菲（波斯語：محمدعلی نجفی；英語：Mohammad-Ali Najafi，1952年1月13日－）是一位伊朗政治家及大學數學系教授。他曾任米爾-侯賽因·穆薩維內閣的科學研究與技術部部長，後來又作為阿克巴爾·哈什米·拉夫桑賈尼內閣的伊朗教育部部長，繼而成為穆罕默德·哈塔米內閣的規劃及預算組織主席。納傑菲在2006年當選為德黑蘭市議會議員，他在2011年4月1日被選為建設公僕黨黨魁。

## 學術生涯
納傑菲在謝里夫理工大學（Sharif University of Technology）完成數學理學士學位課程。他接著在美國麻省理工學院攻讀數學哲學博士學位課程。隨著伊朗伊斯蘭革命爆發，納傑菲中途退學並回國。他在1979年開始在謝里夫理工大學數學科學部擔任講師，研究表示論。

## 政治生涯
1979年伊朗伊斯蘭革命結束後，納傑菲返回伊朗開始投入政治活動。他首先作為國防部部長穆斯塔法·查姆蘭（Mostafa Chamran）的顧問，後來在1980年至1981年間擔任伊斯法罕理工大學（Isfahan University of Technology）的校長。納傑菲在1981年至1984年進入米爾-侯賽因·穆薩維的內閣擔任文化及高等教育部部長。1988年，他再在總統阿克巴爾·哈什米·拉夫桑賈尼的內閣裡擔任教育部部長直至1997年。納傑菲在1997年獲總統穆罕默德·哈塔米委任為副總統和規劃及預算組織主席。規劃及預算組織後來與另一個組織合併成為管理及規劃組織，主席一職由穆罕默德·礼萨·阿雷夫（Mohammad-Reza Aref）擔任，納傑菲轉而成為哈塔米的顧問，又在2001年至2005年擔任工業部的資深顧問。

## 德黑蘭市議會
在2006年伊朗城鄉議會選舉裡，納傑菲當選為德黑蘭市議會議員，他在名為「改革派聯盟」的競選名單中排在首位。這是納傑菲第一次參與伊朗的選舉。

## 競選總統
在2004年秋季，納傑菲成為了2005年總統選舉的改革派熱門候選人，但他否認有意參選總統，並支持阿克巴爾·哈什米·拉夫桑賈尼作為候選人及願意在將來擔任拉夫桑賈尼的副總統。馬哈茂德·艾哈邁迪內賈德在該屆總統選舉當中勝出後，納傑菲被推舉被未來總統選舉的候選人。

## 註腳
1. ↑  . UNHCR. 2002-01-19  [June 21, 2011] （英语）.[永久]
2. 1 2 3 4  . Website of the Department of Mathematical Science of Sharif University of Technology.   [June 21, 2011]. （原始内容存档于2011年7月20日） （英语）.
3. ↑  . Middle East Online. 2006-12-21  [June 21, 2011]. （原始内容存档于2011-11-23） （英语）.

## 外部連結
- （英文）納傑菲在謝里夫大學的主頁

| 官衔                             | 官衔                                | 官衔                     |
| -------------------------------- | ----------------------------------- | ------------------------ |
| 前任： 職位建立                  | 科學研究與技術部部長 1981年－1985年 | 繼任： 穆罕默德·法爾哈迪 |
| 前任： 卡齊姆·阿克拉米           | 伊朗教育部部長 1989年－1997年       | 繼任： 侯賽因·莫扎法     |
| 政党职务                         |                                     |                          |
| 前任者： 戈拉姆侯賽因·卡爾巴斯奇 | 建設公僕黨黨魁 2011年－             | 繼任者： 現任            |